# Batalla de Puerto de Varas
La batalla de Puerto de Varas fue una acción militar sucedida entre las tropas de Francisco Villa y tropas del Ejército Estadounidense que tuvo lugar en el poblado de Puerto de Varas, Chihuahua, el 18 de abril de 1916 durante la Tercera Intervención Estadounidense.